# クリス・スモーリング
クリストファー・ロイド・"クリス"・スモーリング（Christopher Lloyd "Chris" Smalling, 1989年11月22日 - ）は、イングランド出身のサッカー選手。アル・フェイハ所属。イングランド代表。ポジションはDF(CB)。
ノン・リーグのメイドストーン・ユナイテッドに加入する前はミルウォールのユースに所属していた。2005年にはケント州のU-16代表に選ばれ、2007年にはU-18代表でプレイし、その後U-18のイングランド学生代表に選ばれた。その頃にはメイドストーン・ユナイテッドのトップチームでプレイしており、2008年4月にはミドルズブラと2年間の契約を結ぶことになった。ミドルズブラと契約を結んだ1ヶ月後にスモーリングはホームシックに罹ってしまい契約を解除することになったが、2008年6月にプレミアリーグに所属していたフラムと契約を結び、2008-09シーズンの最終節にプロデビューを果たした。
2010年1月にスモーリングはマンチェスター・ユナイテッドに7月1日から加入することになり仮契約を結んだ。2010年のFAコミュニティ・シールドで公式戦デビューを果たし、スモーリングはキャリアで初めてとなるタイトルを獲得した。デビュー以来マンチェスター・ユナイテッドでは100試合以上に出場している。
いくつかの世代別の代表経験があり、現在はA代表に選出されている。2008年にはU-18の学生代表でプレイしていたが、2009年にはU-20とU-21のイングランド代表デビューを果たした。A代表デビューは2011年9月2日に行われ、3-0で勝利したブルガリア代表戦である。

## クラブ経歴

### メイドストーン・ユナイテッド
スモーリングはグリニッジ・ロンドン特別区のグリニッジで生まれた。1998年にワルダースレイドでサッカーを始め、ミルウォールのユースに短期間所属した後の16歳の時にメイドストーン・ユナイテッドに加入し、サッカーを続ける一方で、チャタムにある中等教育機関で学習を続けた。
ピーター・ノットとトニー・コーンウェルの両コーチに個人指導を受け順調にトップチームに昇格し、2007年4月11日に行われ、0-3で敗れたケント・シニアカップのトンブリッジ・エンジェルズ戦でデビューを果たした。FAトロフィーとイストミアン・リーグカップでも出場機会を得るようになり、2007年12月に行われ、1-1で引き分けたハーロウ・タウン戦にフル出場し、リーグ戦デビューを果たした。スモーリングはすぐに最終ラインのレギュラーとなったが、怪我と代表戦の影響でメイドストーンにおけるリーグ戦での出場は12試合に終わった。メイドストーンでの最後の試合となった2008年3月24日に行われたイースト・サロック・ユナイテッド戦でメイドストーンでの唯一のゴールを記録している。

### フラム
フラム、ジリンガム、チャールトン・アスレティック、レディングが強い興味を示したが、2008年4月30日にスモーリングはミドルズブラと2年間の契約を結んだ。しかし、スモーリングがホームシックに罹ってしまったため契約は解除され、2008年6月にプレミアリーグに所属していたフラムと契約を結んだ。フラムは10,000ポンドの移籍金とリーグ戦10試合に出場する毎に10,000ポンドを支払うことについてメイドストーンと合意したが、スモーリングとメイドストーンは契約関係にはなく（契約していれば学生代表でプレイする資格がないことになる）、権利を有していなかったため、受け取ることができなかった。フラムでは監督のビリー・マッキンレイからディヴェロップメントチームのキャプテンに命じられた。
2009年5月24日、2008-09シーズン最終節のエヴァトン戦にアーロン・ヒューズと交代で77分から出場し、プレミアリーグデビューを果たした。初めてスターティングメンバーとして出場したのは9月17日に行われたUEFAヨーロッパリーグのCSKAソフィア戦であり、試合は1-1の引き分けに終わった。リーグ戦で初めてスターティングメンバーとして出場したのは2009年最後の試合であったスタンフォード・ブリッジで行われたチェルシー戦であったが、75分に決勝ゴールとなるオウンゴールを献上してしまし、チームは1-2で敗れた。

### マンチェスター・ユナイテッド

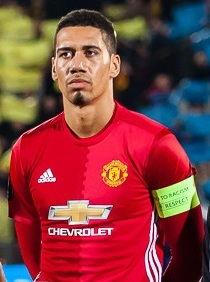
マンチェスター・ユナイテッドFCでのスモーリング（2017年）

2010年1月27日、マンチェスター・ユナイテッドはスモーリングと契約を結んだことを発表した。移籍金額は公表されておらず、2009-10シーズン終了まではフラムに留まり、2010-11シーズンからユナイテッドに加入することとなり、7月1日に正式に移籍が決まった。
7月16日に行われ、3-1で勝利したセルティックとの親善試合でマンチェスター・ユナイテッドデビューを果たしたが、ペナルティーキックを与えてしましい、セルティックにとってその試合唯一となるゴールを許した。7月30日に行われ、3-2で勝利したチーバス・グアダラハラ戦ではダロン・ギブソンのコーナーキックからヘディングでゴールを挙げ、初ゴールを記録した。公式戦デビューは8月8日に行われたFAコミュニティ・シールドのチェルシー戦であり、ファビオと交代で71分から出場した。プレミアリーグデビューは8月28日に行われたウェストハム・ユナイテッド戦であり、74分からジョニー・エヴァンズと交代で出場した。9月15日に行われたチャンピオンズリーグのレンジャーズ戦にフル出場し、チャンピオンズリーグデビューを果たした。その試合の8日後に行われたリーグカップのスカンソープ・ユナイテッド戦でプロキャリア初となるゴールを記録し、チームも5-2で勝利を挙げた。2011年1月4日に行われたストーク・シティ戦ではネマニャ・ヴィディッチとコンビを組みユナイテッドにおけるプレミアリーグの試合で初めてフル出場を果たし、2-1の勝利に貢献した。2011年7月8日にはクラブと新たに5年間の契約を結んだ。
2011-12シーズンは地元のライバルクラブであるマンチェスター・シティとのコミュニティ・シールドでアシュリー・ヤングのフリーキックに合わせ1-2となるゴールを挙げ、最終的にチームも3-2で逆転勝利を挙げた。そのシーズンは早々にネマニャ・ヴィディッチとリオ・ファーディナンド、ラファエウが怪我でチームを離脱し、ジョニー・エヴァンズとフィル・ジョーンズがセンターバックのコンビを組み、スモーリングは右サイドバックという新たな役割を与えられた。2011年9月18日に行われたチェルシー戦でシーズン唯一となるリーグ戦でのゴールを記録し、チームも3-1で勝利を挙げた。シーズン中には怪我で数試合欠場することもあり、シーズン最終節の前の試合であるスウォンジー・シティでは2-0の勝利に貢献したが鼠径部を負傷し、UEFA EURO 2012は欠場する見込みとなった。
2012年7月21日にスモーリングは中足骨を骨折し、手術を受けた影響で開幕から10週間欠場することになると発表された。プレシーズンツアーはすべて参加できず、シーズン中の復帰は11月7日に行われたチャンピオンズリーグのブラガ戦となり、フル出場で3-1の勝利に貢献した。3日後にはアストン・ヴィラ戦に出場し、リーグ戦においても復帰を果たした。2013年11月27日に行われ、5-0で勝利したバイエル・レバークーゼン戦ではチャンピオンズリーグにおける初ゴールを記録し、12月26日に行われたハル・シティ戦ではリーグ戦におけるシーズン初ゴールを記録した。
2014年11月2日に行われ、0-1で敗れたマンチェスター・ダービーにおいてスモーリングは前半に退場処分を受け、監督であったルイ・ファン・ハールは2枚目のイエローカードが提示されたジェイムズ・ミルナーに対するファウルについては「馬鹿げたもの」だと述べたが、復帰して迎えたアーセナル戦ではフル出場し、チームも2-1で勝利を挙げた。11月29日に行われたハル・シティ戦でリーグ戦初ゴールを記録したが、スモーリングがオールド・トラッフォードでゴールを記録したのはこれが初めての経験となった。2015年2月11日に行われたバーンリー戦ではキャリアで初めてとなる1試合2ゴールを記録し、チームも3-1で勝利を挙げ、2015年4月12日に行われたマンチェスター・シティ戦ではシーズン4ゴール目を記録し、チームも4-2で勝利した。
2015年4月21日に2019年6月まで契約を延長し、ルイ・ファン・ハールは5月17日に行われ、1-1で引き分けたアーセナルにおいてスモーリングをゲームキャプテンに指名した。2016年5月、マンチェスター・ユナイテッドの年間最優秀選手賞を受賞したが、FAカップ決勝ではチームは勝利したものの、スモーリングは退場となった。
2018年12月15日、クラブとの契約を2022年6月まで延長した。

### ASローマ
2019年の夏の移籍市場でハリー・マグワイアが加入したこともあり、2019-20シーズンは開幕から3試合連続でベンチ外となり、2019年8月30日にASローマへ1年間のレンタルで移籍した。レンタル料は300万ユーロで、背番号は6番。10月30日、セリエA第10節のウディネーゼ戦で移籍後初ゴールを決めた。11月24日、ブレシア戦では1ゴール2アシストの活躍で勝利に貢献した。新型コロナウイルスの流行による影響によりシーズンが中断されたため、2020年7月1日にセリエAのシーズンが終了する8月上旬までレンタル契約が延長された。ローマはセリエA終了後にUEFAヨーロッパリーグのセビージャ戦を控えていたが、その直前での退団となった。
2020年10月5日、ASローマに完全移籍した。移籍金は1500万ユーロ、契約期間は3年間。2021-22シーズン、UEFAヨーロッパカンファレンスリーグでは守備の中心としてチームの優勝に貢献、決勝のマンオブザマッチに選出された。

### アル・フェイハ
2024年9月2日、アル・フェイハに移籍した。

## 代表経歴

### ユース

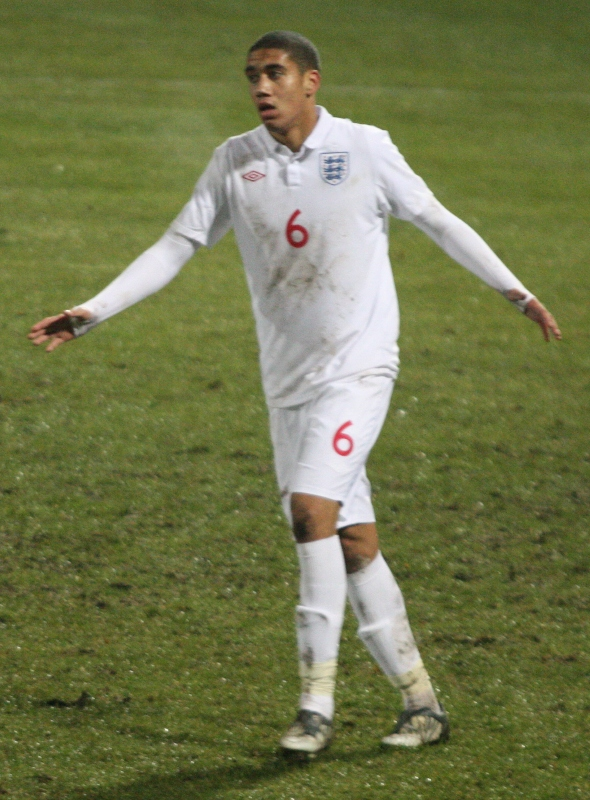
2009年11月に行われたU-21代表の試合でプレイするスモーリング

17歳で一般教育修了上級レベルのカリキュラムを受けていたスモーリングはケント州の学生代表に選ばれ、ケント州にある学生のサッカー協会はスモーリングをイングランド学生代表のセレクションを受けるメンバーに選抜した。セレクションでは良い印象を与えることに成功し、2008年1月に行われたオーストラリア戦のメンバーに選ばれ、イングランドは2-0で勝利した。センテナリー・シールドでは4試合すべてに出場し、1-0で勝利したウェールズ学生代表戦ではその試合唯一となるゴール記録した。
2009年3月31日に行われ、2-0で勝利したイタリア代表戦では45分間プレイし、U-20代表デビューを果たした。U-20代表デビューを果たした4ヶ月後の8月11日に行われたオランダ代表との親善試合で58分から交代で出場し、U-21代表デビューを果たした。11月14日に行われたUEFA U-21欧州選手権2011予選のポルトガル代表戦で初めてスターティングメンバーとして出場すると、2010年10月8日に行われたルーマニア代表とのプレイオフの1stレグでは84分にダニエル・スタリッジのアシストから決勝ゴールを記録し、チームは2-1で勝利した。

### A代表
2010年11月13日、スモーリングは11月17日に行われたフランス代表戦に臨むイングランド代表のメンバーに選ばれ、初めてA代表のメンバーに招集されたが、1-2で敗れたその試合においてスモーリングの出場機会はなかった。A代表デビューは2011年9月2日に行われたUEFA EURO 2012予選のブルガリア代表戦であり、右サイドバックを務めたスモーリングは3-0の勝利に貢献した。
2014年5月12日、スモーリングは2014 FIFAワールドカップに臨むイングランド代表メンバー23人に選ばれ、本大会では消化試合となったコスタリカ代表戦の1試合に出場した。
2016年6月2日のポルトガル代表との親善試合で決勝点となる代表初得点を挙げた。

## 個人成績

### クラブ
2015年8月15日現在
| 所属クラブ                   | シーズン     | リーグ | リーグ | FAカップ | FAカップ | リーグカップ | リーグカップ | UEFA主催 | UEFA主催 | その他 | その他 | 合計 | 合計   |
| 所属クラブ                   | シーズン     | 出場   | ゴール | 出場     | ゴール   | 出場         | ゴール       | 出場     | ゴール   | 出場   | ゴール | 出場 | ゴール |
| ---------------------------- | ------------ | ------ | ------ | -------- | -------- | ------------ | ------------ | -------- | -------- | ------ | ------ | ---- | ------ |
| メイドストーン・ユナイテッド | 2006-07      | 0      | 0      | 0        | 0        | 0            | 0            | –        | –        | 1      | 0      | 1    | 0      |
| メイドストーン・ユナイテッド | 2007-08      | 12     | 1      | 0        | 0        | 1            | 0            | –        | –        | 2      | 0      | 15   | 1      |
| メイドストーン・ユナイテッド | 合計         | 12     | 1      | 0        | 0        | 1            | 0            | –        | –        | 3      | 0      | 16   | 1      |
| フラム                       | 2008-09      | 1      | 0      | 0        | 0        | 0            | 0            | –        | –        | –      | –      | 1    | 0      |
| フラム                       | 2009-10      | 12     | 0      | 1        | 0        | 1            | 0            | 4        | 0        | –      | –      | 18   | 0      |
| フラム                       | 合計         | 13     | 0      | 1        | 0        | 1            | 0            | 4        | 0        | –      | –      | 19   | 0      |
| マンチェスター・ユナイテッド | 2010-11      | 16     | 0      | 4        | 0        | 3            | 1            | 9        | 0        | 1      | 0      | 33   | 1      |
| マンチェスター・ユナイテッド | 2011-12      | 19     | 1      | 2        | 0        | 1            | 0            | 7        | 0        | 1      | 1      | 30   | 2      |
| マンチェスター・ユナイテッド | 2012-13      | 15     | 0      | 5        | 0        | 0            | 0            | 2        | 0        | –      | –      | 22   | 0      |
| マンチェスター・ユナイテッド | 2013-14      | 25     | 1      | 1        | 0        | 4            | 0            | 7        | 1        | 1      | 0      | 38   | 2      |
| マンチェスター・ユナイテッド | 2014-15      | 25     | 4      | 4        | 0        | 0            | 0            | –        | –        | –      | –      | 29   | 4      |
| マンチェスター・ユナイテッド | 2015-16      | 35     | 0      | 7        | 1        | 2            | 0            | 11       | 1        | –      | –      | 47   | 1      |
| マンチェスター・ユナイテッド | 2016-17      | 18     | 1      | 4        | 0        | 4            | 0            | 10       | 0        | –      | –      | 30   | 1      |
| マンチェスター・ユナイテッド | 合計         | 101    | 6      | 14       | 0        | 8            | 1            | 25       | 1        | 3      | 1      | 149  | 9      |
| キャリア合計                 | キャリア合計 | 126    | 7      | 15       | 0        | 10           | 1            | 29       | 1        | 6      | 1      | 184  | 10     |

1. ↑   FAトロフィー及びFAコミュニティ・シールド

## 代表歴

### 出場大会
- イングランド代表
  - 2014 FIFAワールドカップ

### 試合数
- 国際Aマッチ 31試合 1得点（2011年-2017年）[64]

| イングランド代表 | 国際Aマッチ | 国際Aマッチ |
| 年               | 出場        | 得点        |
| ---------------- | ----------- | ----------- |
| 2011             | 2           | 0           |
| 2012             | 1           | 0           |
| 2013             | 6           | 0           |
| 2014             | 6           | 0           |
| 2015             | 6           | 0           |
| 2016             | 8           | 1           |
| 2017             | 2           | 0           |
| 通算             | 31          | 1           |

## タイトル

### クラブ
マンチェスター・ユナイテッド
- プレミアリーグ : 2010-11, 2012-13
- FAカップ : 2015-16
- FAコミュニティ・シールド : 2010, 2011, 2013, 2016
- フットボールリーグカップ：2016-17
- UEFAヨーロッパリーグ：2016-17

ASローマ
- UEFAヨーロッパカンファレンスリーグ: 2021-22

### 個人
- UEFA U-21欧州選手権：ベストイレブン